# Alastor zoroaster
Alastor zoroaster är en stekelart som beskrevs av Gusenleitner 1986. Alastor zoroaster ingår i släktet Alastor och familjen Eumenidae. Inga underarter finns listade i Catalogue of Life.